# San Juan County (Colorado)
San Juan County je okres ve státě Colorado ve Spojených státech amerických. K roku 2000 zde žilo 699 obyvatel. Správním městem okresu je Silverton. Celková rozloha okresu činí 1 006 km².